# Баџула
Баџула је насељено место у саставу општине Зажабље, Дубровачко-неретванска жупанија, Република Хрватска.

## Историја
До територијалне реорганизације у Хрватској налазила се у саставу старе општине Метковић.

## Становништво
На попису становништва 2011. године, Баџула је имала 73 становника.
| Број становника по пописима | Број становника по пописима | Број становника по пописима | Број становника по пописима | Број становника по пописима | Број становника по пописима | Број становника по пописима | Број становника по пописима | Број становника по пописима | Број становника по пописима | Број становника по пописима | Број становника по пописима | Број становника по пописима | Број становника по пописима | Број становника по пописима | Број становника по пописима |
| --------------------------- | --------------------------- | --------------------------- | --------------------------- | --------------------------- | --------------------------- | --------------------------- | --------------------------- | --------------------------- | --------------------------- | --------------------------- | --------------------------- | --------------------------- | --------------------------- | --------------------------- | --------------------------- |
| 1857                        | 1869                        | 1880                        | 1890                        | 1900                        | 1910                        | 1921                        | 1931                        | 1948                        | 1953                        | 1961                        | 1971                        | 1981                        | 1991                        | 2001                        | 2011                        |
| 0                           | 0                           | 134                         | 103                         | 121                         | 163                         | 0                           | 193                         | 293                         | 280                         | 302                         | 241                         | 117                         | 94                          | 88                          | 73                          |

Напомена: Од 1890. до 1910. исказивано под именом Бажула. У 1857, 1869. и 1921. подаци су садржани у насељу Видоње. Од 1857. до 1931. исказивано као део насеља.

### Попис1991.
На попису становништва 1991. године, насељено место Баџула је имало 94 становника, следећег националног састава:
| Попис 1991.‍ | Попис 1991.‍ | Попис 1991.‍ | Попис 1991.‍ | Попис 1991.‍ |
| ----------- | ----------- | ----------- | ----------- | ----------- |
|             |             |             |             |             |
| Хрвати      | Хрвати      |             | 94          | 100%        |
| укупно: 94  |             |             |             |             |